# Middenstandspartij (1947-1966)
De Middenstandspartij, later de Middenstandspartij voor Handel, Industrie, Ambacht, Land- en Tuinbouw, was een Nederlandse belangenpartij die bestond van 1947 tot circa 1966. De partij zette zich in voor de rechten en belangen van de zogenoemde middenstanders.
Eind 1947 werd de partij opgericht en enige relatie tot de Middenstandspartij die bestond van 1918 tot 1921 is onbekend. Onder partijvoorzitter A. Th. van Engh behaalde de partij bij de Tweede Kamerverkiezingen 1948 in totaal 40.949 stemmen (0,83%), wat onvoldoende was voor een zetel. Bij de gemeenteraadsverkiezingen in 1949 werd alleen een zetel in Arnhem behaald, en bij de Provinciale Statenverkiezingen 1950 behaalde de Middenstandspartij zetels in Noord-Brabant en Zeeland.
Van Engh vertrok dat jaar en J.A.A. Toussaint volgde hem op. De partijnaam werd veranderd in Middenstandspartij voor Handel, Industrie, Ambacht, Land- en Tuinbouw en de partij ging de periodiek De Middenstandskrant uitbrengen. In het programma voor de Tweede Kamerverkiezingen 1952 verbreedde de partij zich en zette zich ook in voor verruiming van de kieswet en nauwe banden met Nederlands-Nieuw-Guinea, Suriname en de Nederlandse Antillen. De partij behaalde geen zetel, en met 25.108 stemmen (0,47%) was het resultaat aanzienlijk minder dan in 1948. Alleen in Zeeland deed de partij het goed.
Hierna kwijnde de partij weg en behaalde in 1954 alleen nog één zetel in de Provinciale Staten van Groningen, die het vier jaar later weer verloor. Aan de Tweede Kamerverkiezingen 1956 deed de partij mee in een coalitie van kleine conservatieve en extreemrechtse partijen onder de naam Nederlandse Oppositie Unie. Voor de gemeenteraads- en Provinciale Statenverkiezingen in 1966 werd voor het laatst iets van de partij vernomen, in een alliantie met de Boerenpartij.